# Примоштен
Примоштен (хорв. Primošten) — населений пункт і громада в Шибеницько-Книнській жупанії Хорватії.

## Населення
Населення громади за даними перепису 2011 року становило 2 828 осіб. Населення самого поселення становило 1 631 осіб.
Динаміка чисельності населення громади:
Динаміка чисельності населення центру громади:

## Населені пункти
Крім поселення Примоштен, до громади також входять: 
- Крушево
- Ложниці
- Примоштен-Бурній
- Широке
- Вадаль
- Везаць

## Клімат
Середня річна температура становить 15,56 °C, середня максимальна – 27,91 °C, а середня мінімальна – 3,79 °C. Середня річна кількість опадів – 678 мм.
| Клімат поселення                              | Клімат поселення | Клімат поселення | Клімат поселення | Клімат поселення | Клімат поселення | Клімат поселення | Клімат поселення | Клімат поселення | Клімат поселення | Клімат поселення | Клімат поселення | Клімат поселення | Клімат поселення |
| Показник                                      | Січ.             | Лют.             | Бер.             | Квіт.            | Трав.            | Черв.            | Лип.             | Серп.            | Вер.             | Жовт.            | Лист.            | Груд.            |                  |
| Середній максимум, °C                         | 12,05            | 11,99            | 13,89            | 17,23            | 22,07            | 25,93            | 27,91            | 27,60            | 23,58            | 19,80            | 15,22            | 12,56            |                  |
| Середня температура, °C                       | 7,96             | 7,89             | 9,79             | 13,13            | 17,96            | 21,83            | 24,84            | 24,53            | 20,50            | 16,73            | 12,15            | 9,50             |                  |
| Середній мінімум, °C                          | 3,86             | 3,79             | 5,68             | 9,03             | 13,86            | 17,73            | 21,78            | 21,46            | 17,41            | 13,64            | 9,07             | 6,41             |                  |
| Норма опадів, мм                              | 63               | 54               | 59               | 57               | 44               | 44               | 23               | 38               | 66               | 72               | 85               | 73               |                  |
| Середньомісячна швидкість вітру, м/с          | 3.27             | 3.40             | 3.50             | 3.30             | 2.90             | 2.63             | 2.70             | 2.54             | 2.84             | 3.00             | 3.63             | 3.52             |                  |
| Середньомісячна сонячна радіація, кДж/м²·день | 5489             | 8256             | 12016            | 16848            | 20978            | 23518            | 25104            | 21961            | 16230            | 10529            | 5960             | 4647             |                  |
| --------------------------------------------- | ---------------- | ---------------- | ---------------- | ---------------- | ---------------- | ---------------- | ---------------- | ---------------- | ---------------- | ---------------- | ---------------- | ---------------- | ---------------- |
| Джерело:                                      |                  |                  |                  |                  |                  |                  |                  |                  |                  |                  |                  |                  |                  |